# Хэллоуин заканчивается
«Хэ́ллоуин зака́нчивается» (англ. Halloween Ends) — американский слэшер 2022 года, снятый Дэвидом Гордоном Грином по собственному сценарию, который он написал в соавторстве с Дэнни Макбрайдом, Полом Брэдом Логаном и Крисом Бернье. Продолжение фильма «Хэллоуин убивает» (2021), тринадцатая часть франшизы «Хэллоуин» и заключительная картина в трилогии, продолжающей события оригинального фильма Джона Карпентера, вышедшего в 1978 году. Главные роли исполнили Джейми Ли Кёртис, Энди Мэтичак, Роэн Кэмпбелл, Уилл Паттон, Кайл Ричардс и Джеймс Джуд Кортни. Сюжет повествует о влюбившемся во внучку Лори Строуд изгое Кори Каннингеме, который, после череды жизненных обстоятельств, в том числе встречи с Майклом Майерсом, превращается в серийного убийцу.
В 2018 году, перед премьерой фильма «Хэллоуин», Макбрайд анонсировал два сиквела, съёмочный процесс которых Грин планировал проводить одновременно; в конечном итоге они решили подождать мнения зрителей о первой части. В июле 2019 года вторая картина получила название «Хэллоуин убивает». По замыслу Грина, у каждого фильма трилогии своя уникальная тема: «Хэллоуин заканчивается» стал «историей любви»; Джон Карпентер назвал фильм «отступлением» от двух предыдущих кинолент. Съёмки проходили с января по март 2022 года в Джорджии, затем в середине 2022 года некоторые сцены были пересняты.
Премьера фильма состоялась 11 октября 2022 года на фестивале Beyond Fest в Лос-Анджелесе, а 14 октября 2022 года студия Universal Pictures выпустила его в американский кинопрокат. Одновременно с релизом в кинотеатрах лента появилась на стриминговой платформе Peacock. «Хэллоуин заканчивается» получил смешанные отзывы от критиков, которые сетовали в основном на то, что фокус повествования сместился на Кори, и в итоге назвали картину разочаровывающим завершением трилогии. Несмотря на это, фильм смог собрать по всему миру более $ 105 млн, благодаря чему занял третье место среди самых кассовых частей серии «Хэллоуин». Вопреки неоднозначным оценкам журнал The Hollywood Reporter поместил «Хэллоуин заканчивается» на второе место в списке «Лучших слэшеров десятилетия».

## Сюжет
В 2019 году молодой парень по имени Кори Каннингем нянчится с мальчиком по имени Джереми, который устраивает розыгрыш, запирая его на чердаке. Когда родители Джереми возвращаются домой, Кори пинком открывает дверь и непреднамеренно убивает Джереми, сталкивая его с перил лестницы. Кори арестовывают по обвинению в умышленном убийстве, которое затем квалифицируется как причинение смерти по неосторожности, и его освобождают.
Три года спустя город Хэддонфилд всё ещё оправляется от последствий последней серии убийств Майкла Майерса, в то время как сам убийца исчез. Лори Строуд живёт в новом доме с внучкой Эллисон, и пишет мемуары о своей жизни. Тем временем Кори работает на свалке своего дяди, став изгоем после инцидента. Однажды по дороге домой его дразнят школьные хулиганы, и он получает травму. Наблюдающая за этим Лори приводит его в кабинет врача, где работает Эллисон. Между ними завязываются отношения, и позже они посещают вечеринку в честь Хэллоуина, где Кори встречает мать Джереми. После ссоры с Эллисон Кори уходит с вечеринки и сталкивается со старшеклассниками, которые в ходе потасовки сбрасывают его с моста. Неизвестный утаскивает Кори в канализацию, где он приходит в себя и обнаруживает Майкла. Убийца пытается задушить Кори, однако в итоге решает отпустить его. На выходе из канализации Кори атакует бездомный. В драке Кори закалывает его и убегает.
Кори примиряется с Эллисон, и они отправляются на свидание. Их ужин прерывает бывший парень Эллисон, полицейский Дуг Мулани, который изводит обоих. Это заставляет Кори заманить полицейского в канализацию, где его убивает Майкл. Тем временем Эллисон узнаёт, что ей отказали в повышении в пользу коллеги-медсестры, у которой роман с доктором. Позже Кори и Майкл, проникнув в дом доктора, убивают его и медсестру. Ничего не подозревающая Эллисон планирует покинуть Хэддонфилд из-за прошлых трагических событий, в то время как Лори всё больше подозревает Кори в подражании поведению Майкла. Она запрещает ему общаться с внучкой, но Кори в ответ обвиняет Лори в произошедших событиях в Хэддонфилде, и говорит, что если он не может заполучить Эллисон, то тогда она не достанется никому.
В день Хэллоуина Кори возвращается в канализацию и борется с Майклом, заполучив его маску. Лори ссорится с Эллисон, вынуждая её покинуть дом. Тем же вечером Кори начинает буйствовать, убивая старшеклассников на свалке. В бойне также случайно погибает дядя Кори. Затем Кори убивает свою мать, а также диджея радиостанции, ранее насмехавшегося над ним. Лори возвращается в дом Строудов и совершает ложную попытку самоубийства, заманивая к себе Кори, которого она сбивает с лестницы. После этого Кори ударяет себя ножом в шею, выставляя это на глазах вернувшейся Эллисон как попытку убийства со стороны Лори. Внезапно прибывший Майкл забирает свою маску и добивает Кори, сломав ему шею. В ходе борьбы на кухне Лори вонзает ножи в руки Майкла, прижав его к столу, и перерезает ему горло. Ей приходит на помощь Эллисон, и Лори режет Майклу запястье, тем самым окончательно убивая его.
Лори относит тело Майкла на свалку, привлекая жителей Хэддонфилда, которые следуют за ней в процессии. Она бросает его тело в промышленный измельчитель на свалке дяди Кори. В последующие дни Эллисон и Лори примиряются. Эллисон покидает Хэддонфилд, узнав правду о Кори, а Лори заканчивает работу над мемуарами и возобновляет роман с офицером Хокинсом. В доме Лори хранит маску Майкла, оставшуюся после его смерти.

## В ролях
- Джейми Ли Кёртис — Лори Строуд
- Энди Мэтичак — Эллисон Нельсон
- Роэн Кэмпбелл — Кори Каннингем
- Уилл Паттон — помощник шерифа Фрэнк Хокинс
- Кайл Ричардс — Линдси Уолесс
- Джеймс Джуд Кортни — Майкл Майерс
  - Ник Кастл озвучил дыхание Майерса и появился в эпизоде на вечеринке.

## История создания

### Производство
19 июля 2019 года было официально анонсировано производство двух сиквелов «Хэллоуина» (2018). Второй и третий фильм получили названия «Хэллоуин убивает» и «Хэллоуин заканчивается» соответственно. Выпуск планировался на октябрь 2020/октябрь 2021, но из-за пандемии коронавируса релизы каждого из сиквелов были перенесены на год вперёд.

### Музыка
Вся музыка написана Джоном Карпентером, Коди Карпентером и Дэниелом Дэвисом.
| Номер                  | Название                      | Длительность |
| ---------------------- | ----------------------------- | ------------ |
| 1.                     | «Where is Jeremy?»            | 2:58         |
| 2.                     | «Halloween Ends (Main Title)» | 1:45         |
| 3.                     | «Laurie’s Theme Ends»         | 3:37         |
| 4.                     | «The Cave»                    | 0:21         |
| 5.                     | «Cool Kid»                    | 1:03         |
| 6.                     | «Drags to the Cave»           | 0:40         |
| 7.                     | «Evil Eyes»                   | 2:02         |
| 8.                     | «Transformation»              | 1:52         |
| 9.                     | «Because of You»              | 1:29         |
| 10.                    | «Requiem for Jeremy»          | 1:00         |
| 11.                    | «Kill the Cop»                | 2:11         |
| 12.                    | «Corey and Michael»           | 1:44         |
| 13.                    | «Corey’s Requiem»             | 2:01         |
| 14.                    | «The Junk Yard»               | 4:11         |
| 15.                    | «Where Are You?»              | 1:18         |
| 16.                    | «Bye Bye Corey»               | 0:53         |
| 17.                    | «The Fight»                   | 3:48         |
| 18.                    | «Before Her Eyes»             | 1:42         |
| 19.                    | «The Procession»              | 3:03         |
| 20.                    | «Cherry Blossoms»             | 1:59         |
| 21.                    | «Halloween Ends»              | 3:03         |
| Итоговая длительность: | Итоговая длительность:        | 42:00        |

### Кастинг
К своим ролям в новом фильме вернулись Джейми Ли Кёртис, Энди Мэтичак, Джеймс Джуд Кортни и Ник Кастл. Кайл Ричардс в роли Линдси Уоллес, которую она сыграла в фильмах 1978 и 2021 года. Участие Ричардс в триквеле изначально не планировалось, однако положительные отзывы на её актёрскую игру побудили авторов продолжения вернуть героиню Ричардс в сценарий. Месяцем позже стало известно, что к актёрскому составу присоединился Майкл О’Лири, который сыграет роль доктора Матиса, упоминавшегося в предыдущем фильме.

### Съёмки
Съёмки картины официально начались 19 января 2022 года в городе Саванна (Джорджия), США. Дополнительные сцены снимались в городе Сильвания того же штата. Съёмки фильма завершились 9 марта 2022 года.

## Релиз
Премьера тринадцатого фильма состоялась на фестивале Beyond Fest в Лос-Анджелесе 11 октября 2022 года, а в прокат он вышел 14 октября 2022 года. Кроме того, фильм будет транслироваться на платных уровнях Peacock в течение 60 дней. Первоначально он должен был выйти 15 октября 2021 года, но был отложен из-за пандемии COVID-19. Премьера фильма в России и Беларуси была отменена по причине ухода студии после вторжения России в Украину.

## Приём

### Кассовые сборы
По прогнозам, в США и Канаде «Хэллоуин заканчивается» соберёт $50-60 млн в 3 901 кинотеатре в премьерные выходные. Фильм заработал $5,4 млн на предварительных показах в четверг вечером, что на 11 % больше, чем $4,85 млн в предыдущий год.

### Отзывы и оценки
На сайте-агрегаторе рецензий Rotten Tomatoes 39 % из 150 отзывов критиков положительные, со средней оценкой 5,1/10. Консенсус сайта гласит: «Хэллоуин заканчивается — пока, во всяком случае, — часто сбивающим с толку продолжением, которое колото, резано и избито серией разочаровывающих упущенных возможностей» Metacritic присвоил фильму 45 баллов из 100 на основе 38 рецензий, что означает «смешанные или средние отзывы». Зрители, опрошенные CinemaScore, дали фильму среднюю оценку «C+» по шкале от A+ до F, что является самой низкой оценкой франшизы.

## Будущее
Что касается будущих возможных фильмов франшизы, Карпентер пошутил о том, что будущие части могут быть выпущены, если фильм будет успешным, хотя он признал, что Грин был непреклонен в том, что фильм является концовкой их истории. Он сказал:
Позвольте мне объяснить вам кинобизнес: если вы возьмёте знак доллара и прикрепите его к чему-нибудь, будет кто-то, кто захочет сделать продолжение. Оно будет жить. Если знак доллара недостаточно большой, несмотря ни на что, оно не будет жить… Не знаю, чувак. Я не знаю. На этот раз я не знаю. Они действительно хотят закончить. Они собираются закончить его, покончить с ним. Это то, что Дэвид имеет в виду. Ничего страшного.
Продюсер Джейсон Блум повторил, что данный фильм является последним только в серии, произведённой «Blumhouse», но он не станет последним фильмом во франшизе, потому что после премьеры права на серию вернутся к Малеку Аккаду.